# Comunidad Campesina de Queser Chico
La Comunidad Campesina de Queser Chico es una comunidad indígena de origen quechua situada en el distrito, provincia y departamento del Cusco, Perú. Se encuentra en la región andina del país y forma parte de las comunidades campesinas reconocidas oficialmente por el Estado peruano.

## Historia y reconocimiento legal
La comunidad fue reconocida oficialmente mediante la Resolución Directoral N.º 0383-86-DRA-XX el 26 de junio de 1986. Posteriormente, su territorio fue titulado el 23 de junio de 1989, inscrito en el Tomo 287, Folio 85, Asiento 1, Partida Electrónica N.º 2042929 del Registro de Predios de Cusco. 

## Geografía
Queser Chico se ubica en la región andina del Perú, caracterizada por su topografía montañosa y clima variado. La comunidad colinda con otras comunidades campesinas del distrito de Cusco, formando parte de un entorno rural con presencia de ecosistemas altoandinos.

## Economía
La economía de Queser Chico se basa principalmente en la agricultura y la ganadería. Los comuneros cultivan productos como papa, maíz y hortalizas, adaptados a las condiciones climáticas de la zona. Además, la comunidad participa en proyectos de conservación y manejo sostenible de recursos naturales.

## Cultura
Los habitantes de Queser Chico mantienen vivas sus tradiciones quechuas, reflejadas en sus festividades, vestimenta y lengua. La comunidad celebra diversas festividades religiosas y culturales a lo largo del año, fortaleciendo su identidad y cohesión social.

## Infraestructura y servicios
Queser Chico cuenta con servicios básicos como educación primaria y acceso a caminos rurales que la conectan con la capital del distrito de Cusco y otras comunidades vecinas. Sin embargo, enfrenta desafíos en áreas como salud, educación superior y acceso a tecnologías modernas.